# Babette van Veen
Pour les articles homonymes, voir van Veen.
Babette van Veen, née le 30 avril 1968 à Utrecht, est une actrice, auteure-compositrice-interprète et chanteuse néerlandaise.

## Carrière
Elle est la fille de l'acteur et chanteur Herman van Veen.

## Filmographie

### Cinéma et téléfilms
- 1989 : Blueberry Hill : Cathy van Bloemendael
- 1989 : Alfred J. Kwak: Stem
- 1990-2015 : Goede tijden, slechte tijden : Linda Dekker
- 1990 : 12 steden, 13 ongelukken (nl) : Gertie
- 1995 : Familie (nl) : Willeke
- 1995 : Brylcream Boulevard (nl) : Cathy van Bloemendael
- 1996 : Baantjer : Chantal
- 1996-1997 : Call TV : Call Girls
- 1998 : Combat : Annette van Dobbenburgh
- 1998 : Goede tijden, slechte tijden: De reünie (nl) : Linda Dekker
- 1999 : Nachtvlinder (nl) : Sarah Mogèn
- 2006 : Dancing On Ice : Kandidaat
- 2011 : Raveleijn : Sophie Woudenberg
- 2011 : Sintercity : Juf
- 2012 : De Jongens tegen de Meisjes (nl) : Kandidaat
- 2012 : De schat van de Oranje (nl) : Verliezend finalist
- 2012 : Joris en Boris en het Geheim van de Tempel (nl) : Kathiakasos
- 2012 : VRijland (nl) : Inge
- 2014 : Het Sinterklaasjournaal (nl) : Juf Astrid
- 2016 : Het zijn net mensen (nl) : Kandidaat

## Discographie

### Albums studios
- 2005 : Winter
- 2006 : Beste Vriendjes - Voorleesverhalen, ft. Guusje Nederhorst, Pip et Woezel
- 2009 : Vertrouwelijk (sorti le 22 août 2009)[2]